# Chiesa di Santa Maria della Provvidenza (Napoli)
La chiesa di Santa Maria della Provvidenza è un luogo di culto a Napoli, situato nel quartiere Arenella.

## Storia
La chiesa nacque nel 1794, come il Ritiro di Santa Maria della Provvidenza .
Si fondò al suo interno una comunità, fatta di cinquanta persone, mistate tra oblate teresiane e fanciulle ospitate. L'edificio prescelto era un vecchio palazzo nobilare chiamato prima "Ritiro" e, poi "Educandato per le figlie del popolo". Però non durò molto a lungo questo educandato. Verso la metà dell'Ottocento, le oblate e le fanciulle abbandonarono il palazzo e la chiesa.
Agli inizi del Novecento, però la chiesa, grazie ad alcuni volontari, fu rimessa a nuovo, e, il 27 dicembre 1925 fu elevata giuridicamente. Da lì in poi la chiesa ha la funzione di edificio religioso.

## Descrizione
Appena entrati, troviamo a destra la cappella del Carmine e a sinistra l'aula delle confessioni. Poi appresso ci sono due tele settecentesche: la prima è quella dell'Immacolata tra i santi Domenico e Antonio e l'altra è quella del Sacramento tra i santi Giovanni della Croce e Teresa. Al di sotto, nascosta in un loculo sotto la ottocentesca statua lignea della Vergine, c'è una pergamena con l'indicazione delle reliquie lì contenute dei seguenti martiri: San Biagio di Sebaste, San Corrado di Chiaravalle e di San Sabino Vescovo di Canosa. Ecco cosa c'è scritto nella pergamena:
"L'anno del signore 1972
il giorno 23 del mese di marzo io:
Corrado Arcivescovo di Napoli ho
consacrato questa chiesa e questo
altare in onore della B.V. Maria
Madre della divina Provvidenza
e vi ho racchiuso le reliquie del
Martire: San Biagio Vescovo di
Sebaste in Armenia - e dei
Santi: Corrado monaco di
Chiaravalle - e Sabino Vescovo
di Canosa - concedendo ai
fedeli l'indulgenza plenaria in
questo giorno.
Napoli 23 marzo 1972
Giovedì della V settimana di
Quaresima"
A sinistra dell'altare c'è il coro, mentre a destra c'è la cappella di San Francesco, accessibile anche dalla cappella del Carmine. Sempre dalla cappella del Carmine si arriva alla sacrestia.